# Big Bambú
Pour les articles homonymes, voir Bambú.
Big Bambú est une œuvre d'« installation artistique » créée par les artistes jumeaux américains, Doug et Mike Starn. Des variations sur le thème de Big Bambú ont été construites dans plusieurs endroits du monde. Combinant architecture et sculpture, elles expriment la tension existant entre le chaos et l'ordre dans la nature.
Big Bambú est constituée de milliers de cannes de bambous, assemblées pour former une structure complexe dans laquelle les visiteurs peuvent marcher sur des chemins de bambou surélevés, même pendant qu'une équipe de monteurs est occupée à construire une nouvelle partie de la structure,.
Dans l'installation originelle dans le studio des artistes à Beacon (New York), Big Bambú est en mouvement continu, une équipe en démontant une partie tout en continuant à construire une autre partie à l'autre extrémité.
Son nom est tiré de l'album Big Bambu de Cheech et Chong.

## Histoire
Big Bambú a été installée pour la première fois dans le studio des artistes à Beacon (New York).
D'avril à octobre 2010, c'était l'exposition en vedette au Metropolitan Museum of Art.
En 2011, une autre incarnation de Big Bambú a été installée comme exposition collatérale de la 54e Biennale à Venise, en Italie.
En 2013, elle a été installée dans l'île japonaise de Teshima pendant le festival d'art de la Triennale de Setouchi.
En 2014, elle a été présentée dans le musée d'Israël à Jérusalem.

## Installation au Metropolitan Museum  of Art
L'installation sur le toit du Metropolitan Museum of Art a été conçue comme une vague géante au sommet du toit,. 
Selon la critique d'art Karen Wilkin, l'expérience d'une marche sur la terrasse du toit sous la sculpture est ressentie comme une « errance  dans un bosquet de bambous ». Elle a décrit la pièce ainsi  « non pas une sculpture significative ... c'est plus qu'un phénomène. Mais c'est un ajout délicieux au Met pour les six prochains mois - une folie temporaire, écologiquement correcte conçue pour divertir ».
Big Bambú est construite à l'aide de plusieurs sortes de bambous, principalement un type japonais appelé Madaké, mais aussi le mince bambou Meyeri et le bambou épais Moso. Tous les bambous ont été cultivés en Géorgie et en Caroline du Sud.
La construction a été entreprise par les artistes aidés par une équipe de vingt grimpeurs qualifiés.
Elle s'est poursuivie pendant six mois, tout au long de l'exposition, la sculpture atteignant finalement 30 mètres de long sur 15 mètres de large et 15 mètres de haut et nécessitant l'emploi de 3200 tiges de bambous.
Les visiteurs du musée étaient tenus de porter des chaussures fermées à semelles de caoutchouc pour grimper dans la structure. les visiteurs pouvaient cependant marcher sous la sculpture sans billet et sans aucune restriction pour les chaussures.

## Installation au musée d'Israël
L'installation, Big Bambu: 5000 arms to hold you, construite dans le jardin de sculptures du musée d'Israël à Jérusalem en 2014, mesure 16 mètres de haut et couvre une superficie de plus de 700 mètres carrés. Les visiteurs sont invités à grimper sur la structure formée de 10 000 cannes de bambou reliées par une corde qui forme un labyrinthe de sentiers sinueux et offre une vue panoramique sur le paysage urbain de Jérusalem.